# Intel 8088
Intel 8088 е микропроцесор, евтин вариант на предшественика си 8086. Има 16-битови регистри и 8-битова шина за данни. Може да адресира до 1 MB RAM. 8088 е представен на 1 юли 1979 г. и е в основата на оригиналните IBM PC.
Процесорът 8088 е създаден по подобие на 8086. Програмният модел на процесорите е един и същ, 8088 се различава единствено по по-тясната шина за данни, която от 16-битова при 8086 е намалена на 8-битова в 8088. Платките с големи шини по това време били все още скъпи.
Базовият вариант на 8088 има максимална тактова честота 5 MHz, а 8088 – 1 HMOS и 80C88-2 CMOS имат 10 MHz максимална честота.